# U (Tibet)
U (betekenis: het midden) is een regio in Tibet die samen met Tsang de voormalige provincie U-Tsang vormde. U-Tsang was een van de drie provincies van Tibet, naast Amdo en Kham. De hoofdstad was het westelijk gelegen Lhasa.
De dalai lama hield de traditionele zetel in Lhasa; de pänchen lama in Shigatse. Door deze betekenis van U-Tsang voor de culturele geschiedenis van Tibet was het gebied in het westen veelal bekend onder de naam Centraal Tibet, ondanks het feit dat dit gebied geografisch gezien meer in het zuiden van het Tibetaans Hoogland ligt.
In het westen grenst de regio aan de provincie Tsan, in het noorden aan de hooglandsteppen van Changthang, in het zuiden aan Lhokha (=zuidregio) en in het oosten aan Kham.